# Provincie Mucu (1868)

Mapa japonských provincií z roku 1869 se zvýrazněnou provincií Rikuó

Provincie Mucu (japonsky 陸奥国, Mucu no kuni), jež vznikla roku 1869, se oficiálně nazývala Provincie Rikuó (陸奥国, Rikuó no kuni). Byla to stará japonská provincie, na jejímž území se dnes rozkládají prefektury Iwate a Aomori. Tato provincie vznikla 19. ledna 1869 rozdělením bývalé provincie Mucu na 5 částí. 
Provincie Rikuó se zapisovala stejnými znaky kandži, jakými se před rozdělením prováděl zápis původní provincie Mucu. Jejich čtení však bylo odlišné. Díky stejným znakům bývala provincie Rikuó někdy rovněž označována jako „Mucu“. 

## Historie
Původní provincie Mucu, známá rovněž jako Óšú (奥州), byla po válce Bošin vládou Meidži rozdělena na 5 částí. Vznikly tak provincie Iwaki, Iwaširo, Rikučú, Rikuzen a Rikuó. Ta v podstatě odpovídala dnešní prefektuře Aomori dohromady s okresem Ninohe v prefektuře Iwate. Zatímco zápis znaky kandži zůstal nezměněný, oficiální čtení bylo změněno na sinojaponské (on’jomi, 音読み) „Rikuó“. Stalo se tak 19. ledna 1869 ─ podle lunisolárního kalendáře to bylo 7. prosince 1868.